# Orimarga (Orimarga) sarophorodes
Orimarga (Orimarga) sarophorodes is een tweevleugelige uit de familie steltmuggen (Limoniidae). De soort komt voor in het Afrotropisch gebied.